# Sole (raper)
James Timothy "Tim" Holland Jr., pseud. Sole (ur. 25 września 1977 w Portland) – amerykański raper oraz aktywista polityczny o poglądach anarchistycznych. Jeden z założycieli znajdującej się w Oakland wytwórni muzycznej anticon.

## Życiorys
Swoje pierwsze demo wydał w 1992, w wieku 15 lat. Następnie założył wytwórnię płytową 45 Below Records, w skład której wchodzili raperzy Alias i JD Walker oraz producent muzyczny DJ Moodswing9 (potem znany jako Cuz the Highlander). W 1994 wytwórnia wydała album Madd Skills & Unpaid Bills, nagrany przez Sole oraz Moodswing9 (jako Northern Exposure).
W 1998 został współzałożycielem wytwórni płytowej anticon., razem z Alias, Doseone, Jel, Odd Nosdam, Pedestrian oraz Yoni Wolf. W 2000 Sole wydał swój pierwszy oficjalny album solowy Bottle of Humans nakładem anticon. Jako So-Called Artists wydał w 2001 Paint by Number Songs, razem z Alias i DJ Mayonnaise. Drugi solowy album, Selling Live Water, został wydany w 2003 i otrzymał pozytywne recenzje, m.in. na Pitchfork Media -7,3; Metacritic - 77. W 2010 Sole opuścił Anticon, powołując się na chęć dalszego eksperymentowania ze swoją muzyką niezależnie od kolektywu, a także ze względu na przekonanie, że wytwórnia wykroczyła poza to, czym początkowo miała być.
Sole mieszka w Denver w Colorado. Jest żonaty z Yasamin Holland, której imię czasami pojawia się w jego tekstach. Sole był aktywny w Denver w ramach ruchu politycznego Occupy Wall Street. Angażuje się również w różne anarchistyczne projekty, a także prowadzi podcast "Solecast", w którym porusza tematy związane z radykalną filozofią

## Dyskografia

### Sole
- Bottle of Humans (Anticon, 2000)
- uck rt (2001)
- Mansbestfriend (2002)
- Selling Live Water (Anticon, 2003)
- Mansbestfriend Pt. 2: No Thanks (2003)
- Live from Rome (Anticon, 2005)
- Mansbestfriend Pt. 3: My Own Worst Enemy (2005)
- Poly.Sci.187 (Anticon, 2007)
- Desert Eagle (2008)
- A Ruthless Criticism of Everything Existing (Black Canyon, 2012)
- No Wising Up No Settling Down (Black Canyon, 2013)
- Crimes Against Totality (Black Canyon, 2013)
- Mansbestfriend 7 (Black Box Tapes, 2015)
- Let Them Eat Sand (Black Box Tapes, 2018)
- Destituent (Black Box Tapes, 2019)

Sole & DJ Pain 1
- Death Drive (Black Canyon, 2014)

Nihilismo (Black Box Tapes, 2016)
- No God Nor Country (Black Box Tapes, 2019)

Sole and the Skyrider Band
- Sole and the Skyrider Band (Anticon, 2007)
- Plastique (Fake Four Inc., 2009)
- Hello Cruel World (Fake Four Inc., 2011)

Whitenoise (Sole oraz Yasamin Holland)
- No More Dystopias (Black Canyon, 2013)

- Ruins (Black Box Tapes, 2015)

Inne
- What's It All About (45 Below, 1996) (razem z JD Walker & Moodswing9, jako Live Poets)
- The Taste of Rain... Why Kneel? (Anticon, 1999) (razem z Alias, Doseone & Slug, jako Deep Puddle Dynamics)
- Paint by Number Songs (Mush, 2001) (razem z Alias & DJ Mayonnaise, jako So-Called Artists)